# Pseudobosquetina
Pseudobosquetina is een geslacht van kreeftachtigen uit de klasse van de Ostracoda (mosselkreeftjes).

## Soorten
- Pseudobosquetina mucronalata (Brady, 1880) Guernet & Moullade, 1994
- Pseudobosquetina nobilis Jellinek, Swanson & Mazzini, 2006
- Pseudobosquetina semireticulata Jellinek, Swanson & Mazzini, 2006